# Stanislas-Victor Grangent
Pour les articles homonymes, voir Grangent.
François Stanislas Victor Grangent, ou Stanislas-Victor Grangent, est ingénieur des ponts et chaussées français né à Pont-Saint-Esprit le 10 décembre 1768, et mort à Nîmes le 21 avril 1843 .

## Biographie
François Stanislas Victor Grangent est le fils d'Isaac Étienne Grangent, directeur des travaux de la province du Languedoc. Isaac Étienne Grangent a réalisé le pont Galard sur la Loire à Brives-Charensac en 1772-1776, et le pont d'Hérault au lieu-dit le Sigal, entre les communes de Sumène et Saint-André-de-Majencoules,  et commencé la réalisation du canal d'Aigues-Mortes à Beaucaire, à partir de 1773.
Il est nommé sous-ingénieur des ponts et chaussées dans la province du Languedoc, sous les ordres de Ducros, inspecteur général, le 1er janvier 1786. Il devient ingénieur ordinaire des ponts et chaussées dans le département de l'Aude en 1791 suivant la lettre adressée par Claude Antoine de Valdec de Lessart, ministre de l'Intérieur. Il est confirmé à ce grade le 9 mai 1792 par brevet conformément aux lois du 19 janvier et 18 août 1791 sur l'organisation du service des Ponts et Chaussées. 
Il est transféré à Mirande, département du Gard, le 13 juin 1793, puis à Uzès, le 1er prairial an III (20 mai 1795), où il a résidé jusqu'au 8 frimaire an VII (28 novembre 1798), date à laquelle il est nommé ingénieur en chef des ponts et chaussées dans le département du Gard par lettre envoyée par François de Neufchâteau, alors ministre de l'Intérieur. Il a succédé à son frère, Joseph Léonard Grangent, ingénieur des ponts et chaussées du département du Gard, et condamné à mort le 2 thermidor an II (4 août 1794) comme fédéraliste. 
En 1800, il est chargé de la réception de la nouvelle salle de musique de Nîmes.
En tant qu'ingénieur en chef du département du Gard, il va participer au projet de construction du canal de Beaucaire, à partir de 1801 jusqu'à sa mise en service, en 1811. Il a été directeur des travaux construction du palais de justice de Nîmes construit en 1810 suivant les plans et devis de Charles Durand, ingénieur ordinaire des ponts et chaussées. Paulin Talabot est venu dans le Gard pour remplacer l'ingénieur Bouvier après 1828 qui avait dirigé les premiers travaux de la compagnie Perrochel chargée de la construction et de l'entretien du canal. À partir de 1832, Paulin Talabot et Charles Didion se sont retrouvés quand ce dernier est nommé ingénieur ordinaire des ponts et chaussées dans l'arrondissement de Nîmes. Ils vont travailler ensemble sur la construction du chemin de fer d'Alès à Beaucaire.
Il est membre de l'Académie du Gard depuis sa recréation en 1804, son vice-président en 1808 et son président en 1810.
Il a été conservateur des monuments de Nîmes. Le préfet d'Alphonse et Stanislas-Victor Grangent ont obtenu de Napoléon Ier un décret du 2 février 1809 pour l'achat des vieilles maisons des arènes de Nîmes et la restauration du monument en attribuant à cet effet la somme de 450 000 francs,. Il a dirigé entre 1809 et 1812 la restauration de arènes de Nîmes avec le dégagement des maisons. 
Il est transféré avec le même grade à Nevers, département de la Nièvre, le 18 avril 1815, mais il est rétabli dans le département du Gard le 15 juillet 1815 par une ordonnance royale prise le 8 juillet. Il réside alors à Nîmes comme ingénieur des ponts et chaussées de 1re classe.
De l'an VII jusqu'en 1833, Grangent s'est occupé, en accord avec l'académie du Gard à partir du moment où elle a été reconstituée, en 1804, de la Maison Carrée. Ce monument avait été l'église du couvent des Augustins. L'ancienne église a d'abord fait l'objet d'un long échange de courrier entre l'administration départementale et le ministère de l'Intérieur. Finalement, ce n'est qu'en 1816 que la restauration a pu commencer. Grangent a dû se défendre contre le Conseil des bâtiments civils qui n'admettaient pas que la restauration soit faite par un ingénieur et non par un architecte. Ayant eu l'appui du préfet Villers du Terrage et du Conseil général, Grangent a pu continuer. En 1819, il restaure la toiture de la Maison Carrée et l'année suivante il dégage la base du bâtiment,. Il a rétabli le stylobate de la Maison Carrée en 1822. Il a fait le dessin de la porte de la Maison Carrée et mis en appel d'offres en 1823. Le 2 octobre 1823, Lemoine, ancien compagnon fixé à Nîmes, s'engage à l'exécuter pour 3 830 francs. La décoration de la porte a été réalisée en bronze sur ordre du ministre de l'Intérieur. La porte est posée le 10 mars 1824. Un musée y est ouvert le 11 mars 1824.
Le 31 mai 1830, il fait la réception du pont suspendu de Remoulins construit par Jules Seguin. Il a aussi réceptionné le pont suspendu de Beaucaire.

## Publication
- Mémoire sur le dessèchement des marais du département du Gard, dans Notice des travaux de l'Académie du Gard , 1807, p. 95-121 (lire en ligne)
- Description abrégée du département du Gard rédigée en brumaire an VIII, chez B. Farge, Nismes, an VIII républicain (lire en ligne).
- avec Charles-Étienne Durand (1762-1840) et Simon Durant, Description des monuments antiques du midi de la France, imprimerie de Crapelet, Paris, 1819 (lire en ligne)[13].

## Distinction
- Chevalier de la Légion d'honneur en 1814[14].

## Reconnaissance
Une rue de Nîmes porte son nom.

## Famille Grangent
- Jean-Isaac Grangent, inspecteur des eaux de vie, premier consul de la ville de Cette (Sète) entre 1775 et 1779.
- Jean-Mathieu Grangent[15], directeur des travaux de la sénéchaussée de Beaucaire, ingénieur du port de Sète et maire de Sète entre 1802 et 1815[16].
- Isaac Étienne Grangent, directeur des travaux publics de la province du Languedoc, marié à Suzanne Denane,
  - Joseph Léonard Grangent (1767-Nîmes, 4 août 1794), ingénieur des ponts et chaussées dans le département du Gard, guillotiné à Nîmes,
    - Joseph Maurice Léonard Grangent (Pont-Saint-Esprit, 25 juin 1794-Bordeaux, 26 juin 1850), officier de cavalerie[17] marié à Ange Thélésie Martineau,
      - Victor de Grangent (mort en 1896), directeur de la manutention centrale des Hôpitaux de Paris, marié à Marie Brigitte Mathilde de Lassone (1831-1877)
      - Louise Grangent (1836-1920), mariée à Henry Joly Victor de Pierredon (1826-1902)

  - Stanislas-Victor Grangeant, ingénieur en chef des ponts et chaussées du département du Gard, marié à Marie Élisabeth Cabanel,
    - Étienne Victor Édouard Grangent (Uzès, 6 vendémiaire an IV/28 septembre 1795-20 avril 1861), adjudant de la place de Vincennes en 1849, marié à Marie Asseline Polle de Viermes (1809-1870)[18],
      - Félix Parfait Grangent (mort en 1891)
      - Victor Grangent